# Ćar dham

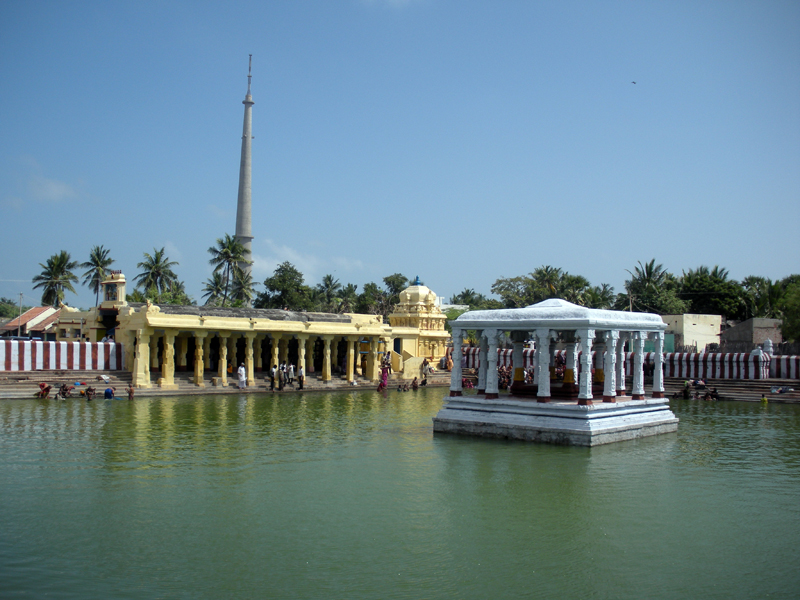
Lakszman tirtha w Rameswaram

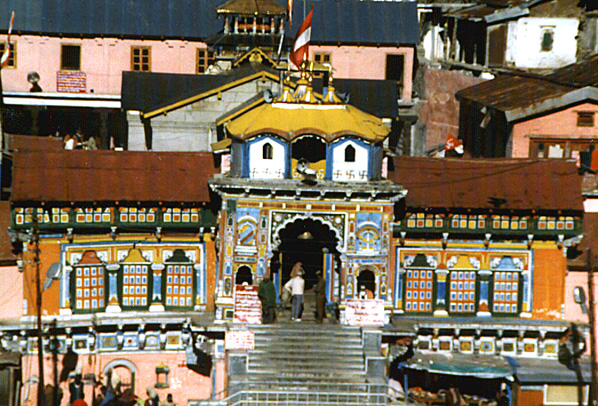
Świątynia Badrinath

Ćar dham (dewanagari: चार धाम „cztery święte miejsca”) – popularna nazwa czterech najważniejszych wisznuickich centrów pielgrzymkowych. Są to: Badrinath, Dwarka, Świątynia Dźagannatha w Puri oraz Rameswaram. Zostały one wybrane przez VIII-wiecznego reformatora Śankarę, który dążył do odrodzenia hinduizmu. Geograficznie wyznaczają najbardziej oddalone punkty Indii.
Istnieje również krótsza trasa pielgrzymkowa, ze względu na wzajemną bliskość obiektów nazywana ćhota ćar dham jatra („mała pielgrzymka ćar dham”). Obejmuje ona cztery świątynie położone w Himalajach: Jamunotri, Gangotri, Kedarnath i Badrinath. Ta trasa z kolei jest „ponadwyznaniowa” – dwie pierwsze reprezentują śaktyzm, Kedarnath związany jest z Śiwą, zaś Badrinath z Wisznu.